# 烟台西站
烟台西站，原名大季家站，位于中国山东省烟台市福山区大季家街道拉萨大街和大季家路交口西南侧，是龙烟铁路和潍烟高速铁路上的火车站，并设有货运专用线季港铁路，2017年12月28日途径线路开通（彼时作为越行站不办客）、2018年1月22日开办客运业务，由济南局集团管辖，目前规模2台8线。
2024年7月26日，国铁集团发布《国铁集团关于公布新建潍坊至烟台铁路等有关名称的通知》，既有龙烟线大季家站将更名为烟台西站，8月28日正式完成更名工作。

## 車站周邊
- 瑞祥花园
- 山后顾家社区
- 大季家医院
- 高家沟村、阁子东沟村、小季家村、小苗家村

### 公交接驳
201路、夜5路

## 歷史
- 2017年12月28日开通启用。
- 2018年1月22日开办客运业务。

## 外部連結
- 中国铁路客户服务中心 （页面存档备份，存于）